# David Mendes da Silva
David Mendes da Silva Gonçalves (ur. 4 sierpnia 1982 w Rotterdamie) – piłkarz holenderski grający na pozycji defensywnego pomocnika lub środkowego obrońcy.

## Kariera klubowa
Rodzice Mendesa pochodzą z Republiki Zielonego Przylądka, ale David urodził się już w Rotterdamie. Jest wychowankiem małego klubu z tego miasta o nazwie Activitas. Jego pierwszym profesjonalnym klubem była Sparta Rotterdam, w barwach której 14 kwietnia 2000 zadebiutował w Eredivisie. Już w następnym sezonie wywalczył miejsce w podstawowej jedenastce Sparty, jednak w sezonie 2001/2002 spadł z zespołem z ligi i w Eerste divisie grał przez pół roku. Zimą 2003 trafił do Ajaksu Amsterdam, jednak nie miał szans na grę w tej drużynie i nie zaliczając w Ajaksie żadnego meczu wrócił do Sparty, w której spędził cały sezon 2003/2004, ale nie zdołał z nią powrócić do ekstraklasy. Latem 2004 Mendes przeszedł do NAC Breda i tym samym ponownie zawitał w szeregi Eredivisie. W NAC dwukrotnie pomagał zespołowi w uniknięciu degradacji, w tym w sezonie 2005/2006 po barażach. Dobra i równa forma w zespole z Bredy zaowocowała transferem do jednej z czołowych drużyn Holandii, AZ Alkmaar. W AZ wywalczył miejsce w podstawowej jedenastce i z zespołem tym awansował do ćwierćfinału Pucharu UEFA oraz zajął 3. miejsce w Eredivisie. W sezonie 2008/2009 wywalczył mistrzostwo Holandii.
W 2010 roku Mendes przeszedł Red Bull Salzburg. W sezonie 2011/2012 wywalczył z nim mistrzostwo oraz Puchar Austrii. W 2013 roku został zawodnikiem Panathinaikosu. W 2015 zakończył karierę.
| Sezon   | Klub              | Kraj     | Rozgrywki          | Mecze | Bramki |
| ------- | ----------------- | -------- | ------------------ | ----- | ------ |
| 1999/00 | Sparta Rotterdam  | Holandia | Eredivisie         | 4     | 0      |
| 2000/01 | Sparta Rotterdam  | Holandia | Eredivisie         | 33    | 1      |
| 2001/02 | Sparta Rotterdam  | Holandia | Eredivisie         | 27    | 1      |
| 2002/03 | Sparta Rotterdam  | Holandia | Eerste divisie     | 17    | 2      |
| 2002/03 | AFC Ajax          | Holandia | Eredivisie         | 0     | 0      |
| 2003/04 | Sparta Rotterdam  | Holandia | Eerste divisie     | 36    | 4      |
| 2004/05 | NAC Breda         | Holandia | Eredivisie         | 30    | 3      |
| 2005/06 | NAC Breda         | Holandia | Eredivisie         | 26    | 2      |
| 2006/07 | AZ Alkmaar        | Holandia | Eredivisie         | 24    | 4      |
| 2007/08 | AZ Alkmaar        | Holandia | Eredivisie         | 27    | 2      |
| 2008/09 | AZ Alkmaar        | Holandia | Eredivisie         | 29    | 2      |
| 2009/10 | AZ Alkmaar        | Holandia | Eredivisie         | 29    | 1      |
| 2010/11 | Red Bull Salzburg | Austria  | Bundesliga         | 21    | 3      |
| 2011/12 | Red Bull Salzburg | Austria  | Bundesliga         | 16    | 1      |
| 2012/13 | Red Bull Salzburg | Austria  | Bundesliga         | 6     | 0      |
| 2013/14 | Panathinaikos AO  | Grecja   | Superleague Ellada | 23    | 0      |
| 2014/15 | Panathinaikos AO  | Grecja   | Superleague Ellada | 15    | 0      |

## Kariera reprezentacyjna
W reprezentacji Holandii Mendes zadebiutował 7 lutego 2007 w wygranym 4:1 towarzyskim meczu z Rosją, gdy w 63. minucie zmienił Nigela de Jonga.